# De profundis clamavi ad te Domine (album de Dark Funeral)
 (juillet 2018).
Si vous disposez d'ouvrages ou d'articles de référence ou si vous connaissez des sites web de qualité traitant du thème abordé ici, merci de compléter l'article en donnant les références utiles à sa vérifiabilité et en les liant à la section « Notes et références ».
Pour les premiers mots du psaume biblique, voir Psaume 130 (129).
Albums de Dark Funeral
Diabolis Interium
(2001) Attera Totus Sanctus
(2005)
De profundis clamavi ad te Domine est le premier live du groupe de black metal suédois Dark Funeral. L'album est sorti le 31 mai 2004 sous le label Regain Records.
L'album a été enregistré en septembre 2003 pendant un concert faisant partie d'une tournée du groupe en Amérique du Sud.

## Musiciens
- Emperor Magus Caligula - Chant
- Lord Ahriman - Guitare
- Chaq Mol - Guitare
- Matte Modin - Batterie
- Richard Daemon - Basse (en tant que membre de session)

## Liste des titres
1. Intro
2. The Arrival Of Satan’s Empire
3. An Apprentice Of Satan
4. The Dawn No More Rises
5. Thy Legions Come
6. Hail Murder
7. Goddess Of Sodomy
8. The Secrets Of The Black Arts
9. Vobiscum Satanas
10. Shadows Over Transylvania
11. Open The Gates
12. Ineffable Kings Of Darkness
13. Thus I Have Spoken
14. My Dark Desires
15. Armageddon Finally Comes